# Monocillium minutisporum
Monocillium minutisporum är en svampart som beskrevs av W. Gams. Monocillium minutisporum ingår i släktet Monocillium och familjen Niessliaceae.   Inga underarter finns listade i Catalogue of Life.